# Palau de Longleat
Longleat és un palauet d'estil isabelí del segle xvi dissenyat per Robert Smythson en un entorn boscós.
És una propietat adjacent al poble d'Horningsham prop de les ciutats de Warminster a Wiltshire, i de Frome i Somerset (Anglaterra).
L'habitatge continua sent propietat de la família de John Thynne, que va acabar de construir-la el 1580. Inclou un parc dissenyat per Capability Brown, un jardí floral d'inspiració francesa, un ferrocarril de via estreta, el laberint més gran del món (2,5 km de senders, plantat el 1975), un terreny de joc, un hivernacle de papallones, el "Mirall del rei Artur" (laberint) i un Safari Park.

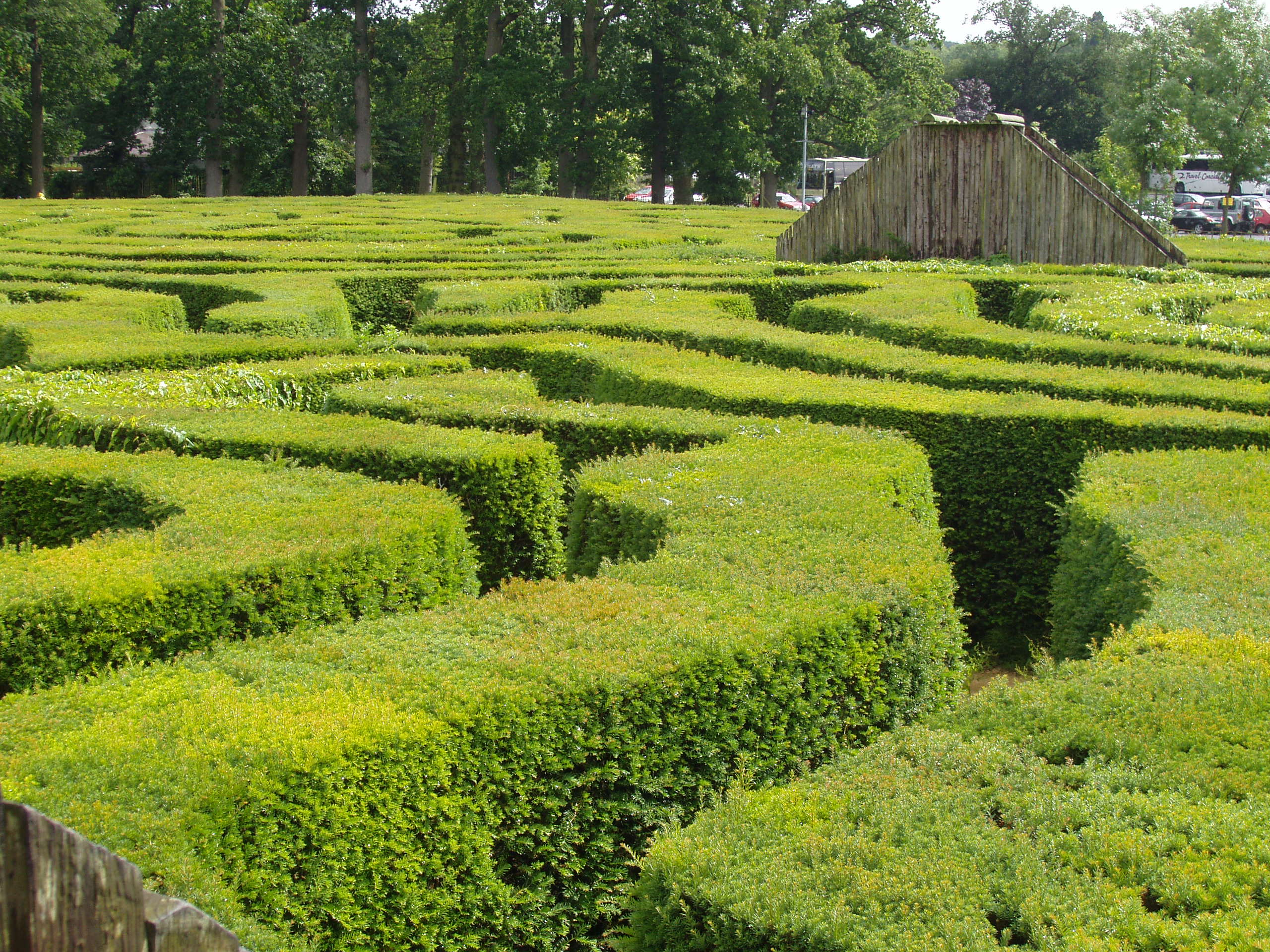
Detall del laberint

La façana queda marcada per tres fileres de finestres simètriques coronades amb una balustrada de la qual sobresurten decoratives xemeneies. L'arquitectura interior combina els estils perpendicular i italià amb el gust francès desenvolupat als castells del Loira i la sobrietat geomètrica flamenca. Cada un dels representants de la dinastia ha deixat la seva pròpia empremta. Als apartaments es poden veure una col·lecció de vestits i dos gabinets de porcellana europea i anglesa. També es poden visitar les cuines victorianes i les dependències, que comprenen un escorxador i una quadra amb forja.
La principal atracció del Safari Park, que es recorre amb cotxe, són els seus lleons, però també trobem wallabis, girafes, zebres, llames, dromedaris, camells, rinoceronts blancs, cérvols, micus rhesus, elefants de l'Índia, llops grisos del Canadà i diferents races de tigres.
Es va fer servir com a decorat de la pel·lícula índia Mohabbatein.